# Oficina Nacional de la Caça i de la Fauna Salvatge
L'Oficina Nacional de Caça i de la Fauna Salvatge (ONCFS) era un establiment públic francès de caràcter administratiu (EPA) responsable per fornir coneixement a França sobre la fauna salvatge i els seus hàbitats mitjançant estudis i investigacions, vigilar la caça i el medi ambient, donar suport tècnic als responsables polítics, als planificadors i als gestors de zones rurals i organitzar i expedir permisos de caça.
L'oficina estava sota la doble supervisió del Ministeri de Medi Ambient i el Ministeri d'Agricultura.
L’ONCFS tenia aproximadament 1.500 agents, es va establir a tots els departaments metropolitans i a la majoria dels territoris d'ultramar francesos.
El 80% dels agents permanents pertanyia al cos de funcionaris mediambientals (creat el 2001), encarregat de dur a terme les missions de l'establiment al camp, a tot el territori nacional. El 20% restant estava destinat a missions de recerca i desenvolupament, supervisió i gestió administrativa i tècnica.
La llei del 26 de juliol del 2000 va transformar l'Oficina Nacional de Caça (ONC), creada el 1972, en l'Oficina Nacional de Caça i Vida Salvatge (ONCFS).
Amb la Llei 2019-773, del 24 de juliol de 2019 es creà l'Oficina Francesa de la Biodiversitat a partir de la fusió de l'Agència francesa de biodiversitat i l'Oficina Nacional de Caça i Vida Salvatge, amb efectes a partir de l'1 de gener del 2020.